# Foucher et Delachanal
Foucher et Delachanal est un constructeur automobile français.

## Production

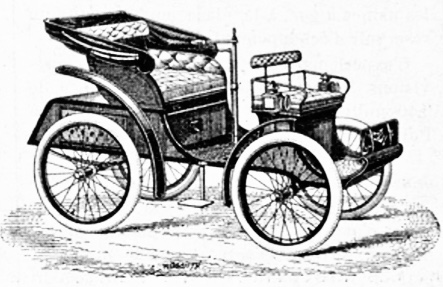
Foucher et Delachanal (1898).

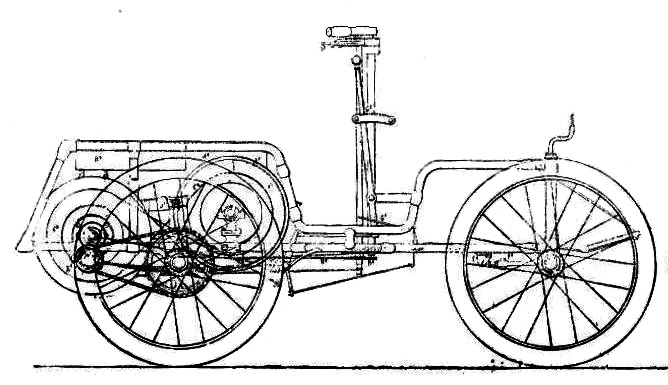
Foucher et Delachanal 3 CV.

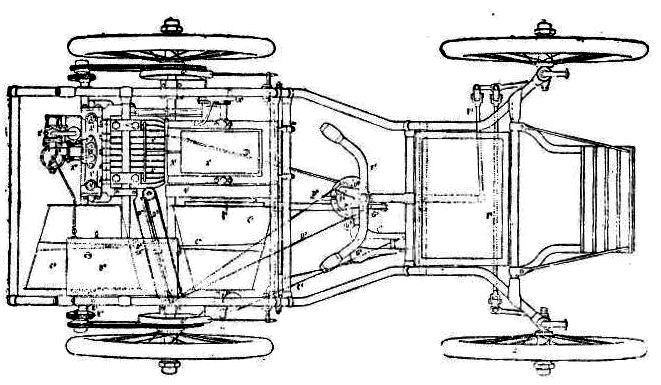
Foucher et Delachanal 3 CV.

L’entreprise basée à Paris a commencé à produire des Vélos en 1890. À partir de 1897, la production d’automobiles a suivi.
Le nom de la marque était Foucher et Delachanal. Le seul modèle était une voiturette à trois places. Deux sièges se trouvaient à l’arrière, directement au-dessus du moteur, sur l’essieu arrière. Un autre siège était prévu à l’avant devant la direction au-dessus de l’essieu avant. L’entraînement était assuré par un moteur horizontal à deux cylindres de trois ch. La puissance du moteur était transmise par des courroies à une boîte de vitesses à arbre intermédiaire et de là transmise à l’essieu arrière par deux chaînes. Le poids du véhicule était de 260 kg.  Le prix de vente était de 4500 francs.
La production s’est terminée en 1900.

## Curriculum vitae
Louis Delachanal a travaillé pour 
une entreprise de serrurerie et d’ingénierie de précision, les Établissements Foucher, fondée en 1850.
C’est là qu’il rencontre la fille Juliette Foucher du fondateur de l’entreprise, Foucher.
Après son mariage avec Juliette Foucher, l’entreprise est rebaptisée « Foucher et Delachanal » en 1890. En 1890, la construction de bicyclettes a été introduite en plus de la mécanique de précision.
Ils ont commencé avec des vélos de type « Omnium et Spencer ».
Après un court laps de temps, 
Louis Delachanal est nommé directeur technique de l’entreprise de vélos basée au 3 rue Taylor à Paris. En 1900, Eugène Foucher quitte son entreprise pour raison d’âge et transmet l’intégralité de l’entreprise à son gendre Jean-Louis Delachanal. 
Cette année-là, la construction de véhicules a également pris fin et une plus grande attention a été accordée à la mécanique de précision.
Louis Delachanal meurt le 14 novembre 1920. La société, qui s’appelait depuis quelque temps L. DELACHANAL et Cie, connue sous le nom d’Établissements Industriels de Charenton, fit faillite après le décès de DELACHANAL. La société DELACANAL était un sous-traitant du célèbre Louis Vuiton.
Ils fabriquaient des serrures, des cadenas et d’autres petits mécanismes. Georges Vuiton Jr. a fondé SAVAVA (une société par actions pour l’achat et la vente d’articles et d’accessoires de voyage).  Le 28 janvier 1921, la société L. Delachanal et Cie fusionne avec la SAVAVA.